# Трансанатолійська залізниця
Трансанатолійська залізниця — неофіційна назва низки залізниць, що проходять через Анатолію, Туреччина.
Лінія починається від терміналу Хайдарпаша в Стамбулі та закінчується в Догукапи перед турецько-вірменським кордоном.
Трансанатолійська залізниця складається з трьох ліній:
- Залізниця Стамбул — Анкара[en]
- Залізниця Анкара — Карс[en]
- Залізниця Карс — Гюмрі — Тбілісі[en] — між Карсом і Догукапи.

## Історія
Залізницю будували три різні компанії протягом 68 років.
Перша частина залізниці була побудована в 1871—1872 роках.
Це була лінія довжиною 26 км між Хайдарпаша та Пендік у Стамбулі.

Лінія була побудована урядом Османської імперії.
Османська імперія розширила залізницю на схід до Ізміту, поки залізницю не продали новій компанії, Chemins de fer Ottomans d'Anatolie (CFOA).
CFOA продовжував будівництво на схід, досягнувши до Ариф'є в 1890 році та Анкари в 1892 році.
CFOA мали продовжувати будівництво до Кайсері, але через Багдадську залізницю, компанія зосередилася на будівництві на південь до Адани.
Друга частина залізниці була побудована в 1899 році Закавказькою залізницею.
Залізниця була побудована в 1520 мм «російська колія», від Тбілісі до Карса, яку османи втратила в 1878 році на користь Російської імперії.

Закавказька залізниця продовжила лінію до Сарикамишу 1913 році, а під час Першої світової війни побудувала 750 мм вузькоколійну лінію від Сарикамиш до Ерзурума.
Після війни новостворена Турецька Республіка повернула Карс і заволоділа двома залізничними лініями.
Турецька державна залізниця продовжила роботу колишнього CFOA і побудувала залізницю від Анкари до Кайсері в 1927 році.
Залізницю було завершено до Сіваса в 1930 році, Четинкая в 1936 році, Ерзінджана в 1938 році та Ерзурума в 1939 році.
Проте лінія від Ерзурума до Карса була широкої колії, поки Державні залізниці не перейшли на стандартну колію в 1962 році.